# Roncole Verdi
Roncole Verdi est un hameau (« frazione ») situé non loin de la ville de Busseto, dans la province de Parme en Italie. La localité doit sa notoriété au fait d’être le lieu de naissance du compositeur Giuseppe Verdi. Un autre grand représentant de la Bassa parmense, l'écrivain Giovannino Guareschi, est enterré dans son cimetière.

## Giuseppe Verdi
Le long de la route provinciale qui, du hameau, conduit à l'agglomération voisine de Soragna, on peut voir la maison natale de Verdi. À quelque distance de là se trouve l'église dédiée à saint Michel Archange, à l'intérieur de laquelle est conservé l'orgue sur lequel, jeune garçon, Peppino a pu jouer ses premières notes sous la férule de don Pietro Baistrocchi, le prêtre qui fut son premier professeur de musique.
À cette époque, Le Roncole faisait partie du territoire d'occupation française, séparé du duché de Parme, Piacenza et Guastalla, le département du Taro (du nom de la rivière qui descend de l'Apennin pour se jeter dans le Pô), annexé par la suite au royaume d'Italie.
Carlo Verdi parcourait en cabriolet le bref trajet qui sépare Roncole de Busseto, par une route plate et poudreuse, à travers les prés et les champs de blé, pour s'approvisionner chez Antonio Barezzi, épicier en gros, mécène et amateur de musique, mais également président de la Philharmonie bussetane. Il est le père de la future première épouse de Verdi. Cette amitié se révélera décisive quand, adolescent, Verdi sera envoyé à Busseto pour étudier auprès des religieux. C'est effectivement Barezzi qui le mettra en contact avec Ferdinando Provesi, directeur de l'école municipale de musique et organiste de l'église collégiale. Il est considéré comme le premier à avoir eu conscience du talent inné du futur grand compositeur. De même, Barezzi - devenu entre-temps beau-père de Verdi qui avait épousé sa fille Margherita – rendra décisif, par l'installation à Milan de son pupille et gendre, le début de ce qui se révélera une fulgurante carrière.
Aux Roncole, une plaque commémorative rappelle un tumultueux épisode survenu quand Verdi n'avait pas encore deux ans. En 1814, les « hordes sanguinaires de Russie et d'Autriche », en alliance avec Joachim Murat, accomplirent des razzias dans les campagnes alentour. Luigia Verdi s'apercevant que l'ennemi était désormais aux portes du village, attrapa son petit et trouva refuge dans le clocher de l'église paroissiale de San Michele, proche de la maison-auberge. La plaque souvenir rappelle aujourd'hui comment Luigia Verdi « sauva son petit Peppino », conservant « à l'art un archange sublime », « à l'heureuse libération de l'Italie un barde puissant » et aux Roncole « une gloire éclatante assurée ».

## Giovannino Guareschi
Dans ce village s'est déroulée une grande partie de la vie de Giovannino Guareschi, le créateur des personnages de Don Camillo et Peppone. Dans la rue Processione est situé le siège du club des Ventitre (créé en avril 1987) et l'Archivio Guareschi. Ce sont deux associations culturelles entièrement destinées à la préservation et à la promotion du patrimoine culturel de l'immense production artistique de Guareschi.  L'archive dispose de 200 000 documents, en différents formats (articles de journaux, livres, thèses, lettres, photographies, illustrations). Chaque année, au mois d'octobre, Les enfants de Guareschi organisent le prix littéraire Giovannino Guareschi. Il y a aussi le bar Guareschi, que le célèbre écrivain et journaliste fréquentait habituellement. En face à la maison de Giuseppe Verdi est située l'église de San Michele (XVIe siècle) ; dans son cimetière reposent les restes de Giovannino Guareschi et de sa femme Ennia Pallini, Margherita. En continuant l'itinéraire vers rue Processione on peut noter L'Incompiuta, la maison familiale dessinée par le même Guareschi comme on peut le constater dans ses brouillons.

## L'église paroissiale San Michele Arcangelo
Bien que son aspect actuel date des XVIe et XVIIe siècles, son origine remonte à la période du Haut Moyen Âge. L'intérieur, à trois nefs, contient de nombreuses fresques votives ou simulant des  retables, restaurées récemment, et des œuvres de peintres émiliens des XVe et XVIe siècles. C'est dans cette église que Giuseppe Verdi fut baptisé et apprit les premiers rudiments de la musique sous la férule du prévôt Pietro Baistrocchi, en s'exerçant sur un orgue, encore visible, construit en 1797 par Ferdinand Bossi et restauré à plusieurs reprises, en 1900 et en 1964.

### Sources
- (it) Cet article est partiellement ou en totalité issu de l’article de Wikipédia en italien intitulé « Roncole Verdi » (voir la liste des auteurs).

### Vue satellite WikiMapia
44° 57′ 18″ N, 10° 04′ 24″ E : Roncole Verdi
44° 57′ 06″ N, 10° 04′ 21″ E : La maison natale de Verdi